# Ansar Dine
Pour les articles homonymes, voir Ansar Dine (homonymie).
Ansar Dine ou Ansar Eddine (arabe : أنصار الدين, ʾAnṣār ad-Dīn, « Les défenseurs de la religion ») est un groupe armé salafiste djihadiste fondé et dirigé par Iyad Ag Ghali. Apparu au début de l'année 2012, c'est l'un des principaux groupes armés participant à la guerre du Mali. Le 1er mars 2017, Ansar Dine fusionne avec plusieurs autres groupes djihadistes pour former le Groupe de soutien à l'islam et aux musulmans qui reste sous la direction d'Iyad ag Ghali.
Ce groupe ne doit pas être confondu avec son homonyme, mouvement légalisé en 1992, revendiquant 800 000 soutiens dirigés par le prédicateur Chérif Ousmane Haïdara, vice-président du Haut Conseil islamique malien.

## Drapeaux

Drapeau d'Ansar Dine, de sa création à novembre 2012, réadopté en 2014.
Drapeau d'Ansar Dine, utilisé à partir de novembre 2012 et en 2013.

Au début de la rébellion, Ansar Dine utilise d'abord le drapeau noir ; cependant en juillet 2012, cherchant à se démarquer d'AQMI et du MUJAO, Iyad Ag Ghali adopte un nouveau drapeau : blanc avec comme emblème, en rouge, une kalachnikov et un sabre surmontés d'un coran,,. Cependant dans une vidéo rendue publique le 29 juillet 2014, Iyad Ag Ghali réapparaît avec le drapeau noir en fond.

## Idéologie
Le 18 mars 2012, Ansar Dine adresse un communiqué à l'AFP, le mouvement affirme combattre pour instaurer la charia à l'ensemble du Mali :

« À compter de ce jour, nous nous engageons à la lutte armée sans merci pour l'application de la charia, dans un premier temps dans l'Adrar des Ifoghas. Quiconque est d'accord avec cette position est avec nous. Nous sommes des musulmans du Mali (…) et notre objectif est de convaincre de gré ou de force les autres à appliquer la charia. Nous ne voulons pas une république indépendante à part, mais une république islamique. »

Dès le début de la guerre du Mali, Ansar Dine s'allie avec Al-Qaida au Maghreb islamique (AQMI). Cependant, contrairement à AQMI, Ansar Dine n'a revendiqué aucun enlèvement ni attentat contre des civils. Certains responsables politiques maliens ont entretenu l'espoir qu'Iyad Ag Ghali, autrefois proche du gouvernement malien, puisse être « récupérable » et ont formulé le souhait de négocier avec lui,,. Cette option est cependant rejetée par la France qui estime qu'Iyad Ag Ghali est une cible à abattre en priorité,.

## Organisation et commandement

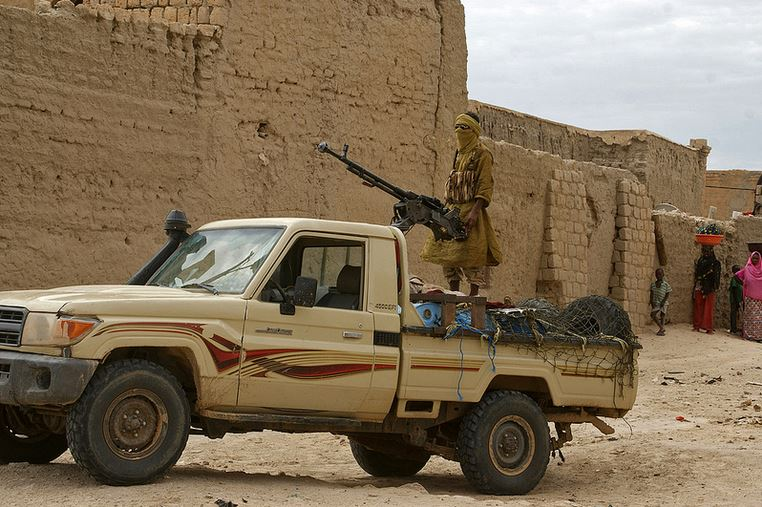
Pick-up d'Ansar Dine à Tombouctou, en août 2012.

Ansar Dine est créé et dirigé par Iyad Ag Ghali, une ancienne figure des rébellions touarègues maliennes des années 1990.
Alghabass Ag Intalla, fils de l'amenokal des Ifoghas, est la principale figure politique officielle du mouvement. Il mène l'essentiel des négociations à Ouagadougou avec le gouvernement malien et le MNLA. Il rompt cependant avec Ansar Dine en janvier 2013 pour fonder le MIA. Le principal porte-parole du mouvement est Senda Ould Boumama.
Abou Mohame, dit Cheikh Ag Aoussa et Haroune Ag Saïd, dit Abou Jamal, sont considérés comme faisant partie des plus proches lieutenants d'Iyad Ag Ghali,. Cependant, Cheikh Ag Aoussa rallie le MIA, puis le HCUA en 2013, tandis que Haroune Ag Saïd est tué par les forces spéciales française au nord de Kidal la nuit du 24 au 25 avril 2014,.
Mohamed Moussa Ag Mouhamed est présenté comme le numéro 3 du mouvement par le MNLA. L'un des principaux chefs est Mohamed Ag Aghaly Ag Wambadja, dit Abdelkrim Kojak. Il a fait partie du MNLA, et c'est un ancien bras droit d'Ibrahim ag Bahanga,. Il est tué en janvier 2013 à la bataille de Konna.
Au sein de l'organisation, figurent plusieurs émirs : Abderrahman Gouli dit Wathik, Abou Abida dit Mourabiti Ben Moula, chef de la katiba Tawhid, Athman Ag Houdi, Mohamed Moussa chef de la katiba El Hisba, et Ahmad Al-Faqi Al-Mahdi , dit Abou Tourab, chef de El Amr Bil Maarouv Weneuhye Ani Al Mounkar,. Le secteur d'Aguel'hoc est sous l'autorité d'Ibrahim Ag Inawalen, dit Ibrahim Dina.
Début décembre 2012, une nouvelle katiba est créée au sein d'Ansar Dine, baptisée Ansar al-Charia, et commandée par Omar Ould Hamaha. Elle est constituée principalement d'Arabes de la région de Tombouctou,. Elle comporterait également des transfuges du MAA.
Le 2 janvier 2013, Sultan Ould Bady, émir de la katiba Saladin, quitte le MUJAO et rejoint Ansar Dine avec ses hommes,,,.
À l'été 2013, parmi les principaux chefs figureraient Ibrahim Ag Inawalen, dit Ibrahim Dina ou « Bana », commandant pour la région d'Aguel'hoc, Ayoub Ag Assarid, Malick Ouanesnat et Inawalen Ag Ahmed. Ibrahim Ag Inawalen est tué par les Français la nuit du 17 au 18 mai 2015, il était alors considéré par l'armée française comme le numéro 2 d'Ansar Dine,.
Dans la région de Kidal, Ansar Dine est surtout présent dans les environs d'Abeïbara, Boghassa, Tenessako, Inerkache et Tin Zaouatine. Selon le MNLA, il serait présent jusqu'à Timiaouine et Tamanrasset en Algérie,.
En 2015, deux autres katiba sont formées dans le sud du Mali ; la katiba Macina dans le Centre (Ségou et Mopti) et la katiba Khaled Ibn Walid à l'extrême sud du pays (Sikasso), près de la frontière avec la Côte d'Ivoire. La katiba Khaled Ibn Walid, surnommée « Ansar Dine Sud », est commandée par Souleymane Keïta, secondé par Amadou Niangadou, dit « Djogormé ». Elle compte des combattants venus du sud du Mali ainsi que de la Côte d'Ivoire et du Burkina Faso,,. Souleymane Keïta est arrêté fin mars 2016 près de Sokolo par les forces spéciales des services de renseignements maliens. Amadou Niangadou est quant à lui arrêté en Côte d'Ivoire en août 2015. Le 5 mai 2016, le numéro 2 de la katiba Khaled Ibn Walid, Yacouba Touré, est capturé à son tour près de Bamako,,.
Ansar Dine forme également une branche burkinabée, menée par Boubacar Sawadogo. Ce dernier, à la tête d'une katiba d'environ 30 hommes, est arrêté vers fin juin 2016 dans la région de Sikasso.
En 2016, la branche d'Ansar Dine dans le sud de la région de Gao est dirigée par Al-Mansour Ag Alkassim, secondé par Attaher Ag Ihadou. Ce dernier est arrêté le 25 novembre 2016.
| Nom                     | Date de création | Chefs successifs    | Zone d'implantation                                             | Effectifs | Date de fin d'activité | Commentaire                                                   |
| ----------------------- | ---------------- | ------------------- | --------------------------------------------------------------- | --------- | ---------------------- | ------------------------------------------------------------- |
| katiba Tawhid           |                  | Mourabiti Ben Moula |                                                                 |           |                        |                                                               |
| katiba El Hisba         |                  | Mohamed Moussa      |                                                                 |           |                        |                                                               |
| katiba Ansar al-Charia  | décembre 2012    | Omar Ould Hamaha    |                                                                 |           |                        | constituée principalement d'Arabes de la région de Tombouctou |
| katiba Saladin          | janvier 2013     | Sultan Ould Bady    |                                                                 |           |                        | initialement intégrée au MUJAO                                |
| katiba Macina           | 2015             | Amadou Koufa        | Centre (Ségou et Mopti)                                         |           |                        |                                                               |
| katiba Khaled Ibn Walid | 2015             | Souleymane Keïta    | extrême sud du pays, près de la frontière avec la Côte d'Ivoire |           |                        | surnommée « Ansar Dine Sud »                                  |

## Effectifs
Les effectifs d'Ansar Dine ne sont pas connus avec précision et varient selon les périodes.
Début 2012, peu après sa création, le groupe ne revendique que 300 combattants.
En avril 2012, Éric Denécé, directeur du Centre français de recherche sur le renseignement (CF2R), estime que le mouvement disposerait de moins d'un millier d'hommes mais précise que « l'on manque de données fiables quant aux effectifs respectifs ».
En décembre 2012, le reporter Jean-Paul Mari écrit que le mouvement compte 3 000 hommes.
En janvier 2013, Mathieu Guidère, universitaire et professeur d'islamologie à l'Université Toulouse - Jean Jaurès, évalue le nombre de leurs combattants entre 5 000 et 10 000.
Le 23 mai 2013, l'amiral Édouard Guillaud, chef d'état-major des armées, déclare devant l'Assemblée nationale qu'Ansar Dine a pu compter jusqu'à 1 200 hommes.
Début août 2014, Mélanie Matarese, journaliste pour Le Figaro écrit que selon « un proche des mouvements islamistes », Ansar Dine compte encore 800 hommes.
En janvier 2016, selon Baba Ahmed, journaliste de Jeune Afrique, Ansar Dine dispose de 250 à 300 hommes, principalement à Abeïbara, Boghassa et Tenessako.
En mars 2016, l'AFP indique que selon une source de sécurité malienne Ansar Dine compterait 200 hommes dans le sud du Mali.

## Participation au conflit du Nord-Mali
Le 12 octobre 2012, le Conseil de sécurité des Nations unies charge les pays de la Communauté économique des États de l'Afrique de l'Ouest (CEDEAO) de mobiliser les forces armées ouest-africaines et de définir un plan de reconquête militaire du Nord du Mali qui se trouve entre les mains d'AQMI, du MUJAO et d'Ansar Dine.
À la fin de l'année 2012, après avoir chassé ses rivaux du MNLA, Ansar Dine tente de prendre l'ascendant sur AQMI en essayant d'obtenir l'appui des cadis, des imams et des chefs de tribus par un discours volontairement plus modéré et conciliant. Près de Ménaka, Alghabass Ag Intalla, aurait ainsi obtenu le ralliement des tribus touarègues de Kel-Essouk, Imachaghane, Daoussahak, Ichelene-Harène et Imghad.
En janvier 2013, dans le contexte de l'opération Serval de l'armée française au Mali, un groupe de dirigeants modérés d'Ansar Dine s'en sépare pour fonder le Mouvement islamique de l'Azawad, qui se dit favorable à un règlement pacifique de la crise.
L'un des dirigeants d'Ansar Dine, Ahmadou Ag Abdallah, est arrêté par les autorités mauritaniennes à Bassikounou le 26 janvier 2013. Le 3 février 2013, le no 3 de l'organisation, Mohamed Moussa Ag Mouhamed, responsable de l'application de la charia à Tombouctou, est arrêté à In Khalil, près de la frontière algérienne.
Le 18 mai 2013, Senda Ould Boumama, porte-parole d'Ansar Dine, se rend aux autorités mauritaniennes à la frontière est du pays. Il sera libéré le 3 août 2015. Ayant fourni de nombreuses informations aux autorités mauritaniennes, il est menacé de mort par AQMI qui le considère comme un traître.
En février 2014, le retour de combattants d'Ansar Dine est signalé à Abeïbara, où ils distribuent de l'argent à des habitants, et à Boghassa, où ils forcent les villageois qui ne leur sont pas favorables à s'exiler,.
En décembre 2014, le ministre français de la Défense, Jean-Yves Le Drian déclare qu'Iyad Ag Ghali et des combattants d'Ansar Dine sont présents dans le sud de la Libye.
Le 29 décembre 2014, des djihadistes tirent au moins 34 roquettes ou obus de mortier sur un camp de Tessalit tenu par l'armée française, malienne et la MINUSMA. L'attaque, qui ne fait aucune victime, est revendiquée par Ansar Dine, c'est sa première revendication depuis près d'une année.
En 2015, Ansar Dine revendique pour la première fois des attaques au sud du Mali, notamment près la frontière ivoirienne. Le groupe annonce alors son intention de mener des attaques en Côte d'Ivoire, en Mauritanie et dans d'autres pays de la région.
Le 9 octobre 2015, Ansar Dine aurait mené pour la première fois une attaque au Burkina Faso, en attaquant avec une cinquantaine d'hommes un poste de gendarmerie à Samorogouan. L'affrontement avait fait trois morts du côté des gendarmes et un tué pour les assaillants,.

## Financement
En 2012, au cours de la guerre du Mali, le Qatar est accusé par Le Canard Enchaîné, qui s'appuierait sur une source de la DRM, de financer au Mali Ansar Dine, ainsi qu'AQMI, le MUJAO et le MNLA, par le biais du Croissant-Rouge du Qatar, seule organisation humanitaire autorisée à opérer dans les territoires contrôlés par les djihadistes au nord du Mali,,,,,.
En octobre 2012, la DGSE dément cependant la présence de forces spéciales ou d'agents qataris au Mali,. L'historien Jean-Christophe Notin doute également qu'un soutien ait été apporté par le Qatar aux groupes armés maliens et indique que selon une source proche de la DGSE : « jamais aucune preuve n'a été apportée d'un transfert de fonds de sa part en direction des djihadistes ».

## Désignation comme organisation terroriste
Ansar est classé comme organisation terroriste par l'ONU et par les États-Unis depuis le 22 mars 2013.